# Shimon Sakaguchi

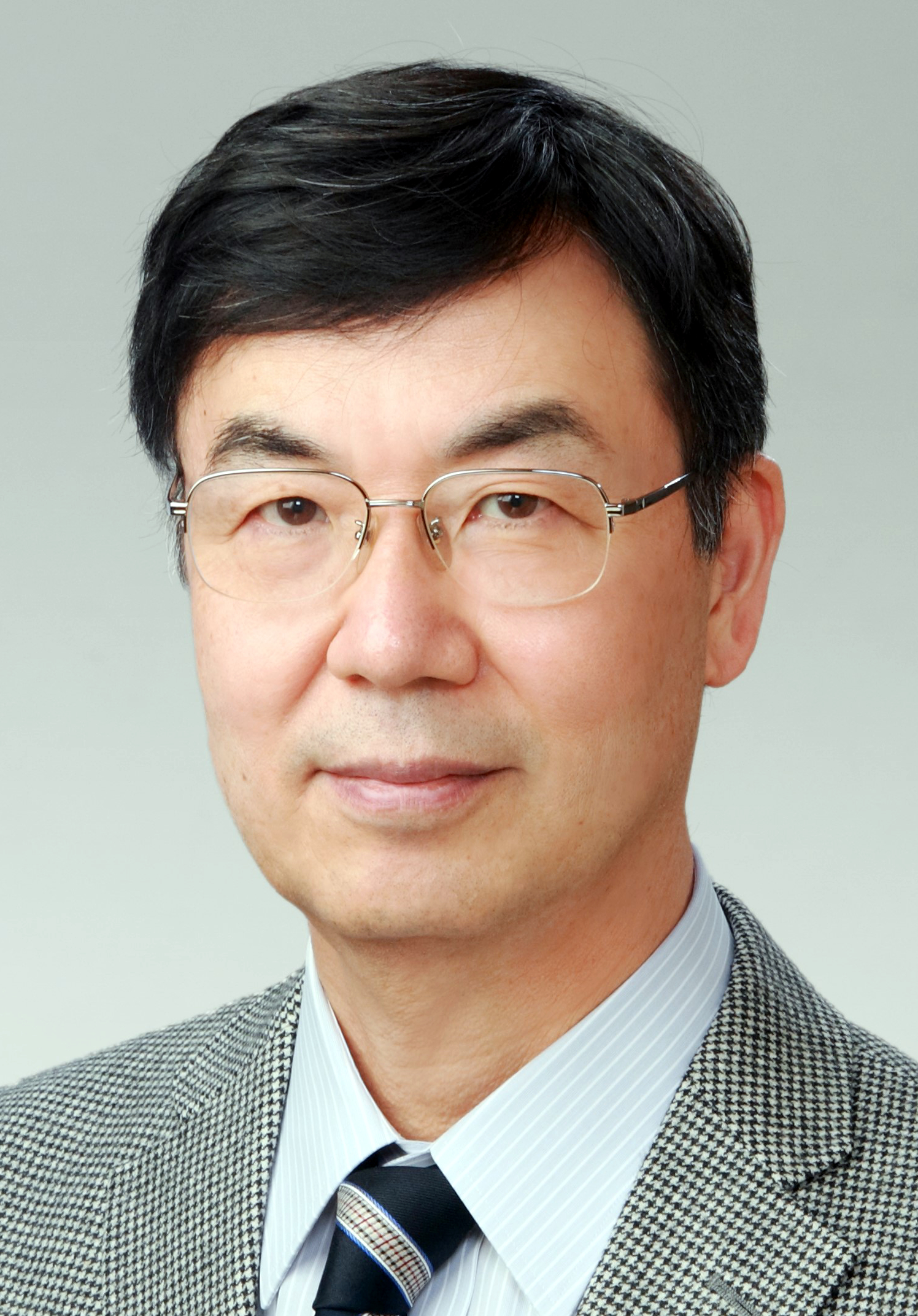
Shimon Sakaguchi (2017)

Shimon Sakaguchi (japanisch 坂口 志文 Sakaguchi Shimon; * 19. Januar 1951 in Nagahama) ist ein japanischer Immunologe an der Universität Osaka. Er ist bekannt für die Entdeckung der regulatorischen T-Zellen, die Beschreibung ihrer Rolle für das Immunsystem und die Anwendung dieser Erkenntnisse bei der Behandlung von Autoimmunkrankheiten und Krebs.

## Leben
Sakaguchi erwarb 1976 einen M.D. und 1982 einen Ph.D., beide an der Universität Kyōto. Hier erhielt er auch seine weitere Ausbildung in Pathologie und Immunologie. Als Postdoktorand arbeitete er an der Johns Hopkins University und der Stanford University. 1989 erhielt er eine erste Professur (Assistant Professor) am Scripps Research Institute, ging aber 1991 zurück nach Japan, wo er zunächst am RIKEN forschte und dann die Leitung der Abteilung für Immunpathologie am Tokyo Metropolitan Institute übernahm.
1999 erhielt er eine Professur für Experimentelle Pathologie an der Universität Kyōto, 2007 wurde er dort Leiter des Institute for Frontier Medical Sciences. 2011 wurde er Professor am Immunology Frontier Research Center der Universität Osaka, das er heute leitet. 2016 wurde er als „Meiyo Kyōju“ der Universität Kyōto und 2017 der Universität Osaka geehrt.
Seit 2015 zählt ihn Thomson Reuters zu den Favoriten auf einen Nobelpreis für Physiologie oder Medizin.

## Auszeichnungen (Auswahl)
- 2004 William B. Coley Award[4]
- 2005 Takeda-Medizinpreis
- 2008 Keio Medical Science Prize[5]
- 2009 Kaiserliche Ehrenmedaille am violetten Band
- 2011 Asahi-Preis[6]
- 2012 Ausländisches Mitglied der National Academy of Sciences[7]
- 2015 Canada Gairdner International Award[8]
- 2017 Crafoord-Preis
- 2017 Person mit besonderen kulturellen Verdiensten
- 2019 Deutscher Immunologie-Preis
- 2019 Kulturorden
- 2020 Paul-Ehrlich-und-Ludwig-Darmstaedter-Preis[9]
- 2020 Robert-Koch-Preis[10]